# 오누마촌 (니가타현)
오누마촌(大沼村)은 니가타현 미나미우오누마군에 있던 촌이다. 

## 역사
- 1889년 4월 1일 - 정촌제 시행에 의해 미나미우오누마군 오누마촌이 성립하였다.
- 1906년 4월 1일 -  미나미우오누마군 우와세키촌, 오키미다촌과 합병해, 이시우치촌이 되어 소멸하였다.

## 참고문헌
- 『市町村名変遷辞典』東京堂出版、1990年。